# Europazaur
Europazaur (Europasaurus holgeri) – dinozaur z grupy zauropodów; jego nazwa oznacza "Europejska jaszczurka Holgera" i pochodzi od imienia Holgera Lüdtke paleontologa który odkrył pierwsze szczątki europazaura w 1998 roku.
Żył w epoce późnej jury (ok. 155-150 mln lat temu) na terenach Europy. Długość ciała do 6,2 m, masa ok. 1 t. Jego szczątki znaleziono w Niemczech (Dolna Saksonia).
Dawniej myślano, że to młode osobniki większych zauropodów, lecz w 2006 roku uznano je za karłowaty gatunek. Żył on w północnych Niemczech, w późnej jurze, gdy kontynent europejski był rozdzielony na wiele wysp, gdzie zwierzęta ewoluowały inaczej, niż na kontynencie. To dlatego europazaur był tak mały jak na zauropoda.

## Galeria

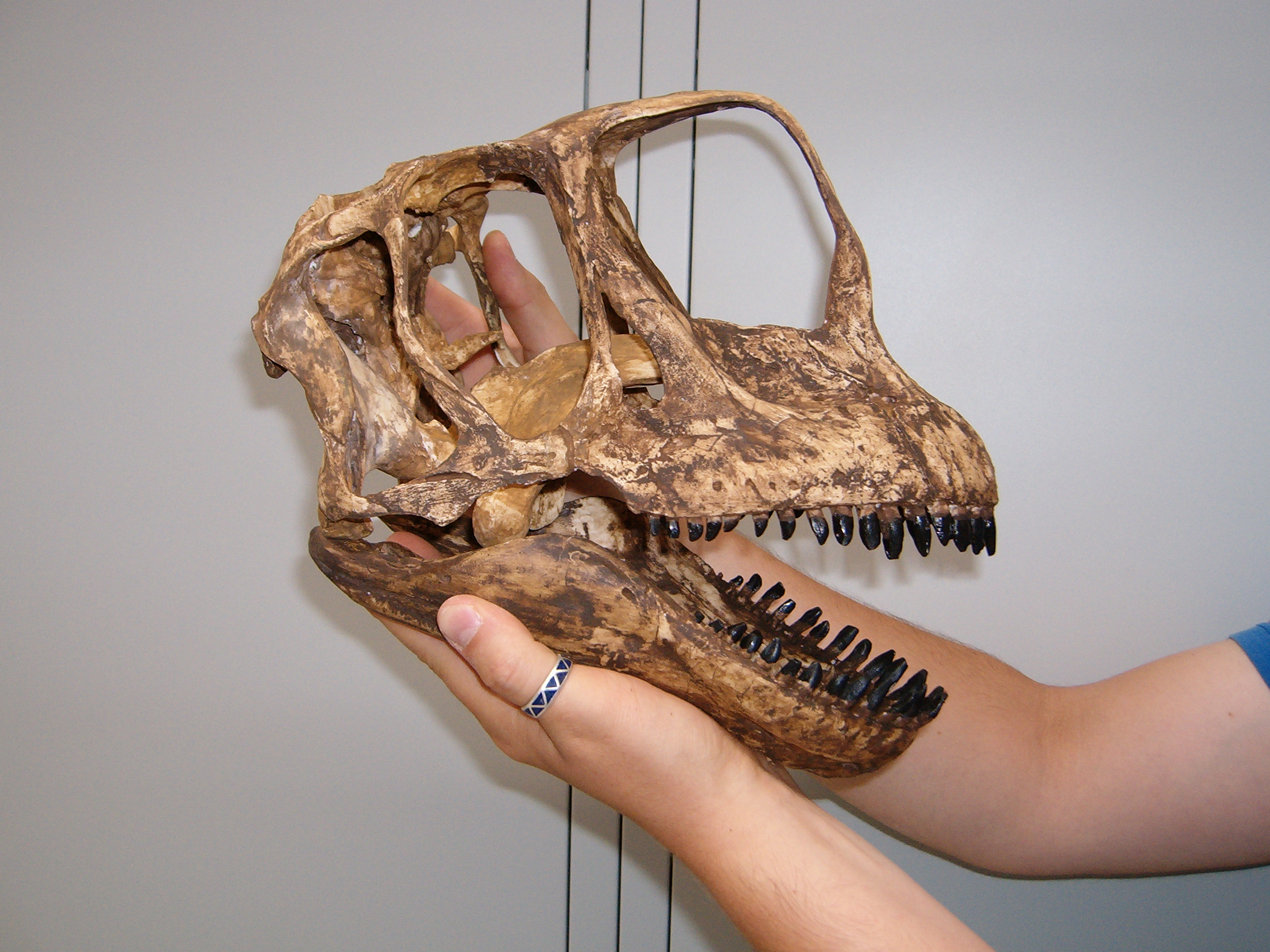
czaszka europazaura
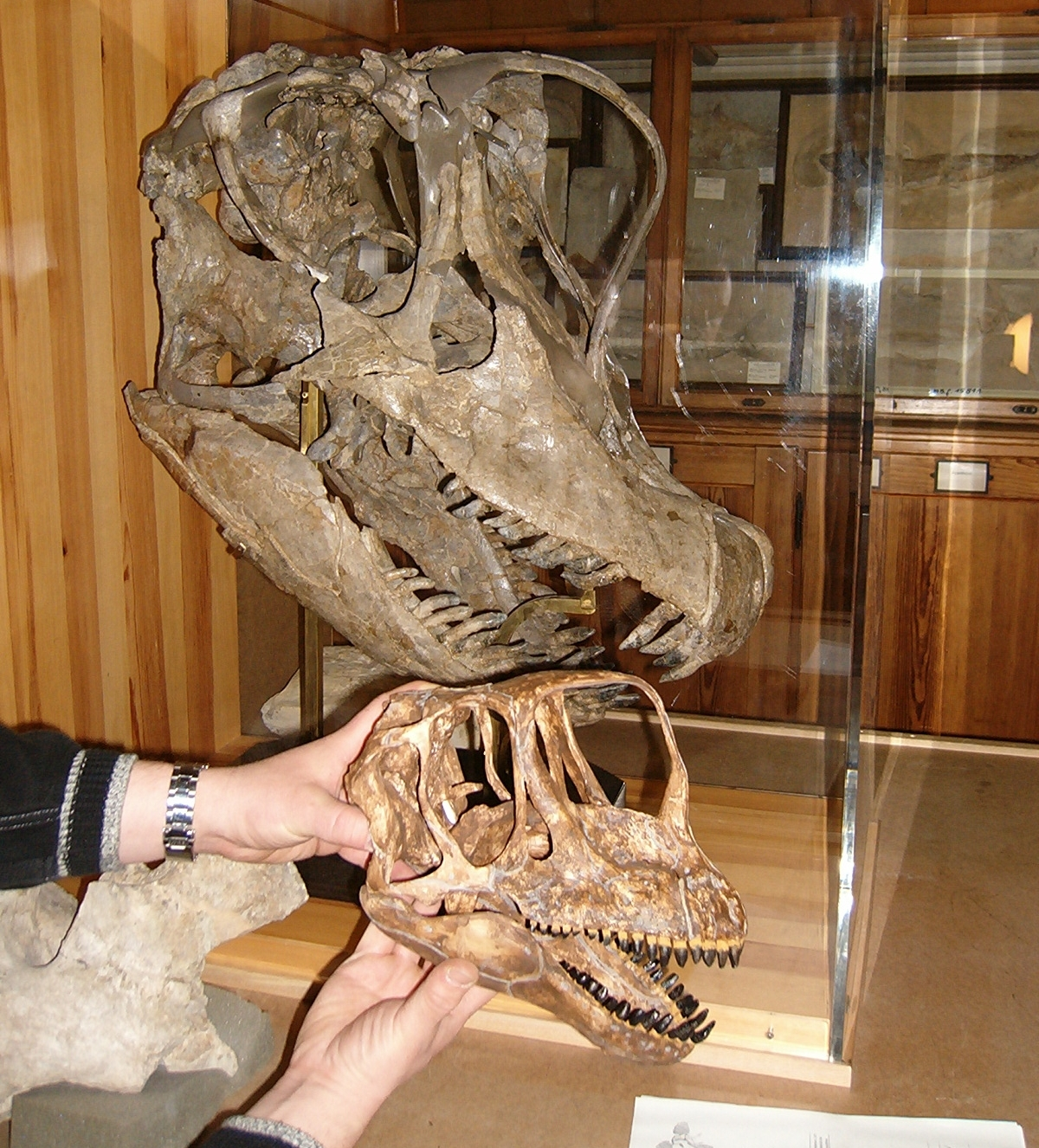
czaszka europazaura na tle czaszki brachiozaura
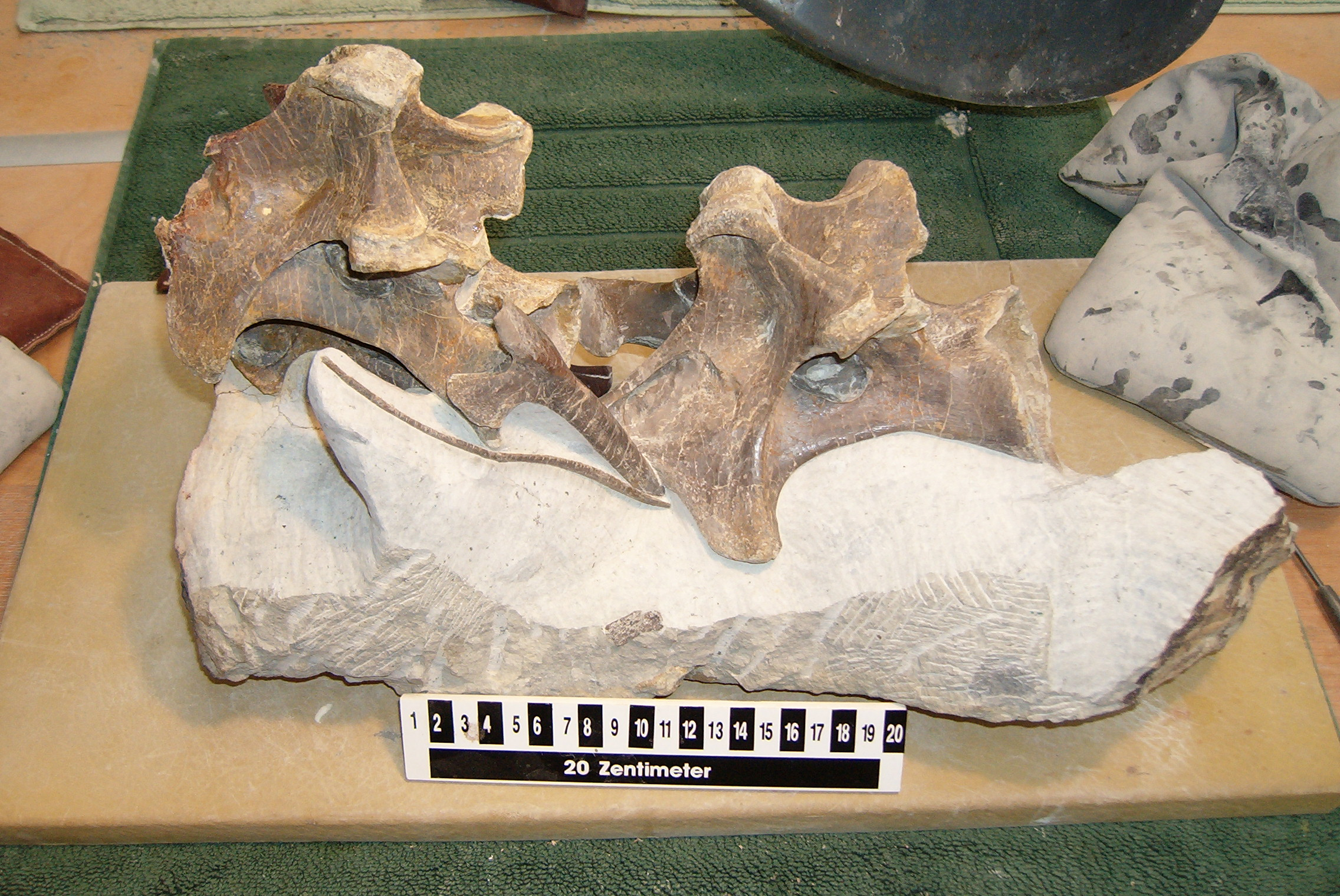
kręgi szyjne europazaura